# Rosemary Leveson-Gower
Rosemary Millicent Leveson-Gower (Golspie, 9 de agosto de 1893 – Meopham, 21 de julho de 1930) foi uma aristocrata britânica conhecida por ter sido pretendente do futuro rei Eduardo VIII do Reino Unido.
Morreu no acidente aéreo conhecido como o desastre aéreo de Meopham em 1930.

## Primeiros anos
Lady Rosemary Millicent Leveson-Gower foi a quarta e última filha do Duque de Sutherland e sua esposa Millicent St Clair-Erskine. Nascida na residência da Família, o Castelo Dunrobin, em 8 de agosto de 1893, a jovem lady estampou as colunas sociais desde muito jovem. Foi apresentada para a sociedade em um baile de debutantes em 1911, sendo cortejada por John Manners, Marquês de Granby. No início de 1913 eles ficaram noivos, mas ela rompeu o noivado enquanto se recuperava de uma apendicite no mesmo ano.
Durante a Primeira Guerra Mundial foi enfermeira na França na unidade Voluntary Aid Detachment, VAD (Destacamento de Ajuda Voluntária). Pelos seus enforços foi agaraciada com a Real Cruz Vermelha em 1919.

## Romance com o Príncipe de Gales

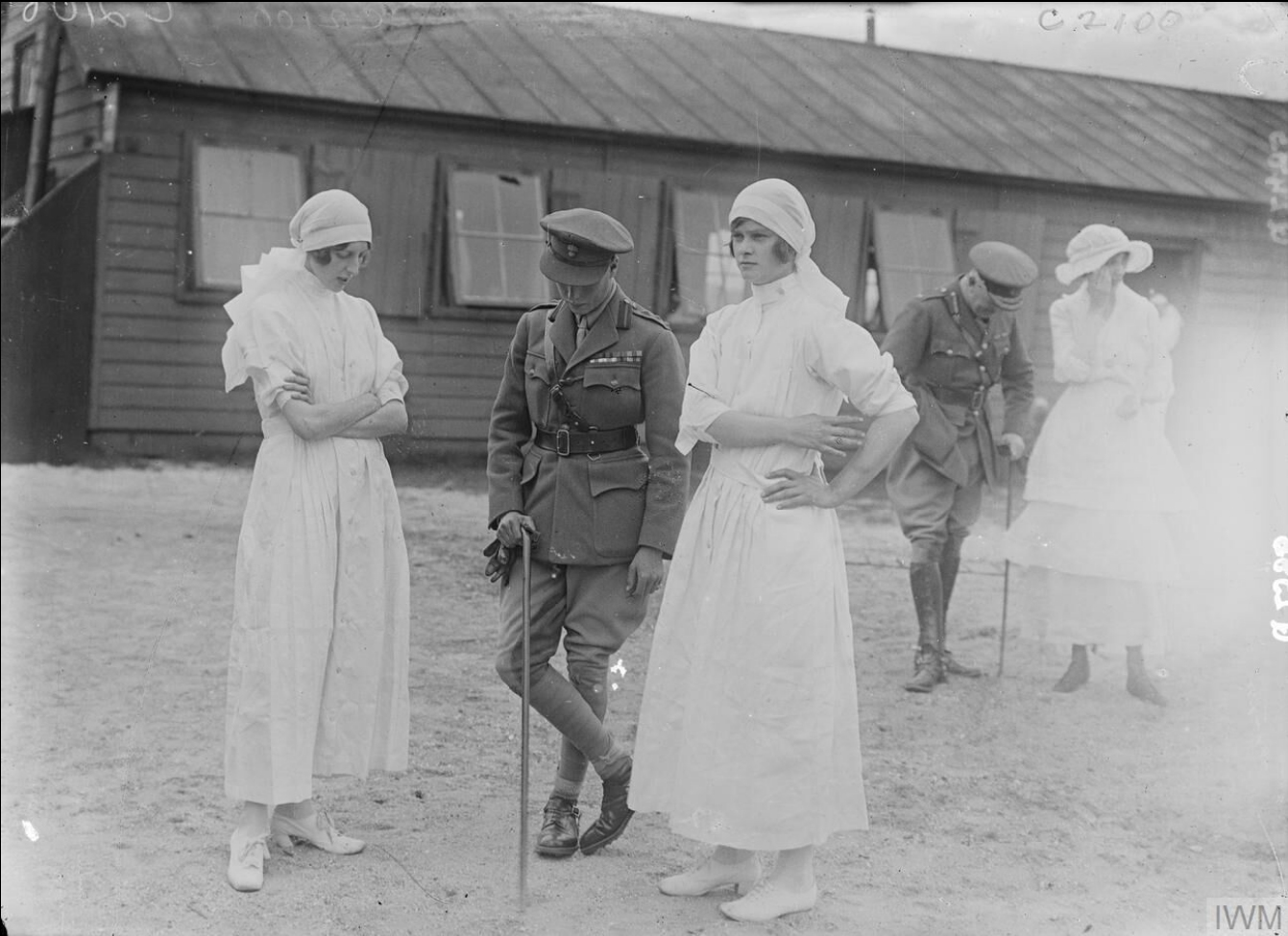
O príncipe de Gales (centro) com lady Rosemary (direita) durante a guerra, 1917

Leveson-Gower e o futuro Eduardo VIII se conheciam desde a infância, pois os pais do príncipe, o rei Jorge V e a rainha Maria, eram frequentemente convidados do duque de Sutherland. Eles se reencontraram na França durante a guerra, quando o príncipe visitou o hospital para ver outra amiga, a cunhada de Rosemary, Eileen Sutherland-Leveson-Gower, duquesa de Sutherland. Em julho de 1917, o rei e a rainha acompanhados pelo príncipe visitaram o hospital e o príncipe e Rosemary recomeçaram a amizade. Nas semanas seguintes encontraram-se frequentemente e a relação só foi interrompida pela designação do príncipe para a Frente Italiana. Após seu retorno, ele e Rosemary continuaram a se encontrar. Nessa época, o príncipe pediu Rosemary em casamento e, embora ela inicialmente estivesse relutante em aceitar, ela o fez porque pensava "poderia fazer algo por ele".
Como herdeiro do trono, o Príncipe precisava da permissão do rei para se casar, uma exigência do Royal Marriages Act 1772 (Lei de Casamentos Reais de 1772). Embora o rei e a rainha gostassem de Rosemary, eles vetaram o casamento. A recusa baseou-se em dúvidas sobre a família materna da duquesa, a família St Clair-Erskine, mais especificamente em duas pessoas. A primeira era Daisy Greville, condessa de Warwick, tia-materna de Rosemary e outrota amante do defunto rei Eduardo VII, o pai do então rei Jorge V. Após a morte de seu pai, o rei Jorge teve que tomar medidas legais contra a condessa para impedir a publicação das cartas trocadas entre ela e Eduardo VII. A outra pessoa era o tio de Rosemary, James St Clair-Erskine, conde de Rosslyn. O conde foi casado três vezes e era um jogador compulsivo e falido. A monarquia considerou seus comportamentos falhos, e sua proximidade com Rosemary foi suficiente para que a permissão fosse negada. Assim que Rosemary tomou conhecimento das opiniões do rei e da rainha, declarou que de fato ela nunca quis se casar com o príncipe de Gales.
Posteriormente, lady Rosemary casou-se com 	William Ward, Visconde Ednam, com quem teve três filhos. Ela e o príncipe de Gales continuaram amigos e o príncipe foi o padrinho de batismo do filho mais velho de Rosemary.  Após sua morte em 1930, Thelma Furness, então amante do príncipe, lembrou que ao saber da morte de Rosemary, o príncipe chorou pela única vez que ela viu e que ficou muito chocado e chateado com a notícia.

## Morte
Em dezembro de 1929, o segundo filho do casal, Jeremy, morreu em um acidente de trânsito em Londres. Após a morte de Jeremy, Rosemary e o marido passaram uma estadia prolongada em uma casa na França. Enquanto estava lá, o visconde contraiu febre tifóide e enquanto ainda se recuperava, a viscondessa precisou retornar a Londres para se encontrar com o arquiteto que projetava um jardim memorial para Jeremy.
Na segunda-feira do dia 21 de julho de 1930, ela reservou um voo de Le Touquet para Croydon. Todavia, um assento foi disponibilizado em um voo anterior e Rosemary aceitou. O vôo partiu com tempo bom, mas por volta das 14h30, com mau tempo sobre Kent, a cauda falhou, fazendo com que a aeronave parasse, o que por sua vez fez com que a asa de bombordo se rompesse e o avião caísse. Todos os passageiros caíram da aeronave pelo buraco criado pela quebra da asa. O corpo de Rosemary foi encontrado em uma campina. Um inquérito foi aberto em 23 de julho, onde Rosemary foi identificada por seu irmão George. Após as identificações formais, o inquérito foi adiado para a realização da investigação técnica do Ministério da Aeronáutica. O inquérito foi retomado em 13 de agosto de 1930 e o júri deu o veredicto "de que as vítimas morreram ao cair de um avião, sendo desconhecida a causa do acidente".
Um serviço memorial para a viscondessa foi realizado na Igreja de Santa Margarida de Westminster, em 25 de julho de 1930. Seu funeral foi realizado em Himley Hall em 25 de julho de 1930 e ela foi enterrada ao lado de Jeremy.